# Hana Seidlová
Hana Seidlová (* 1. srpna 1962 Písek) je česká filmová, televizní a divadelní herečka. Její nejznámější filmovou rolí je učitelka ve filmu Pupendo.

## Životopis
Narodila se v Písku. V letech 1977–1983 vystudovala herectví při hudebně-dramatickém oboru Státní konzervatoře v Praze. Po absolvování konzervatoře hrála v Městském divadle v Mostě (1983–2000). Od roku 2000 působí v Divadle pod Palmovkou. Za ztvárnění Édith Piaf ve hře Edith a Marlene byla v roce 2003 nominována na Cenu Thálie.
Má dva bratry – Andyho (* 1951) a Jana (* 1957). Oba se věnují hudbě. Má jednu dceru.

## Filmografie

### Film
- 1978 Leť, ptáku, leť! – role: Králová
- 1979 Podej mi ruku a přestaň se bát (TV film) – role: Eva Slavíková
- 1998 Postel – role: Zdena
- 1998 Mrtvej brouk – role: Marie
- 2001 Nikdo neměl diabetes (TV film) – role: ? (neuvedena)
- 2001 Naše děti (TV film) – role: Valérie
- 2003 Tajemný svícen (TV film) – role: hříšnice
- 2003 Smrt pedofila (TV film) – role: Koutecká
- 2003 Pupendo – role: učitelka
- 2005 Román pro ženy – role: redaktorka
- 2005 Restart – role: matka
- 2005 Hadí tanec (TV film) – role: lékařka
- 2007 Hodina klavíru (TV film) – role: uklízečka ZUŠ
- 2007 Václav – role: Berková
- 2008 Nestyda – role: barmanka
- 2008 Mr. Johnson – role: matka Veroniky
- 2009 3 sezóny v pekle – role: ?
- 2010 Bludičky (TV film) – role: Dana Kovářová
- 2013 Případ pro rybáře (TV film) – role: Houbová
- 2013 Obchodníci – role: pošťačka
- 2015 Fotograf – role: modelka polévající vodou
- 2015 V jiném stavu – role: lektorka
- 2018 Tátova volha – role: stánkařka
- 2019 Přes prsty – role: Jadrná
- 2022 Vidět Salisbury – role: ?
- 2022 Po čem muži touží 2 – role: pacientka u psycholožky Ireny

### Televize
- 2004 Agentura Puzzle (TV seriál, 2 díly) – role: ?
- 2005 Ulice (TV seriál) – role: Soňa Sladká
- 2007 Hraběnky (TV seriál, 2 díly) – role: Vachková
- 2008 Soukromé pasti (TV cyklus, díl: „Jiná láska“) – role: sociální pracovnice
- 2008 Kriminálka Anděl (TV seriál, díl: „Bezdomovci“) – role: ? (neurčena)
- 2009 Proč bychom se netopili (TV seriál, díl: „Maruška“) – role: hostinská
- 2009 Expozitura (TV seriál) – role: ?
- 2010 Zázraky života (TV seriál, díl: „Na oplátku“) – role: ?
- 2010 Ach, ty vraždy! (TV seriál, díl: „Hřích profesora Sodomky“) – role: matka Romana
- 2010 3 plus 1 s Miroslavem Donutilem (TV cyklus, díl: „Parohy na kole“) – role: ?
- 2012 Vyprávěj (TV seriál, 2 díly) – role: učitelka
- 2012 Helena (TV seriál, 8 dílů) – role: Věra Svobodová
- 2012 Gympl s (r)učením omezeným (TV seriál) – role: ?
- 2013 Sanitka 2 (TV seriál, díl: „Epizoda 11“) – role: zdravotní sestra
- 2013 Škoda lásky (TV seriál, díl: „Májová romance doktora Mráze“) – role: Romana Mrázová
- 2014 Stopy života (TV seriál, díl: „Na plný úvazek“) – role: kolegyně Karolíny
- 2014 Případy 1. oddělení (TV seriál, díl: „Totožnost“) – role: Krupková
- 2015 Vraždy v kruhu (TV seriál, díl: „Vítěz nejde do finále“) – role: ?
- 2015 Atentát (TV seriál, díl: „Veterán“) – role: ?
- 2016 Rapl (TV seriál, díl: „Zatmění“) – role: barmanka
- 2016–2017 Ohnivý kuře (TV seriál, 2 díly) – role: ?
- 2017 Specialisté (TV seriál, díl: „Dvojí život“) – role: ?
- 2017 Policie Modrava (TV seriál, díl: „Sestřička“) – role: lesbička
- 2017 Polda (TV seriál, díl: „Vyhazovy s. r. o.“) – role: Karla Tomanová
- 2017 Kapitán Exner (TV seriál, 2 díly) – role: lékárníková
- 2017 Dáma a Král (TV seriál, díl: „Vražedné známosti“) – role: ?
- 2018 Tátové na tahu (TV seriál, díl: „Epizoda 1“) – role: ředitelka ZŠ
- 2019 Krejzovi (TV seriál, 4 díly) – role: ředitelka Šmídová
- 2019 Kameňák (TV seriál, 2 díly) – role: spiťarka
- 2019 Jak si nepodělat život (TV minisérie, díl: „Nonstop lahůdky“) – role: barmanka
- 2022 Zoo (TV seriál, díl: „Omluva“) – role: Lenka Jeřábková
- 2022 Specialisté (TV seriál, díl: „Falešná múza“) – role: ?
- 2022 Případy mimořádné Marty (TV seriál, díl: „Pralesnička strašná“) – role: Helena Jeřábková

## Ocenění
- 2003 – Cena Thálie za Nejlepší ženský herecký výkon za postavu Édith Piaf v inscenaci Edith a Marlene v Divadle pod Palmovkou (nominace)[1]